# متحف الرس التاريخي
متحف الرس التاريخي أحد متاحف منطقة القصيم يقع في محافظة الرس، أسسه صالح بن محمد المزروع، ويضم المتحف مجموعة من الوثائق وعقيلات الرس ومكتبة الوطن وقسم للزراعة والفلاحة ومجموعة من أدوات البناء القديمة وقسم للتعليم ونشأته وأنواع الأحجار والألعاب الشعبية.

## وصلات خارجية
- افتتاح توسعة متحف الرس التاريخي
- الأيتام في متحف الرس التاريخي
- نائب أمير منطقة القصيم يدشن توسعة متحف الرس التاريخي